# Mikhaïl Magnitski
Pour les articles homonymes, voir Magnitski.
Mikhaïl Magnitski (en russe : Михаил Леонтьевич Магницкий), né le 23 avril 1778 (4 mai dans le calendrier grégorien) à Moscou et mort le 21 octobre 1844 (2 novembre dans le calendrier grégorien) à Odessa,, a été gouverneur de Simbirsk (1817—1819). Il était aussi administrateur du district éducatif de Kazan pour l'enseignement supérieur, auprès du ministre de l'instruction publique et du culte Alexandre Nikolaïevitch Golitsyne. Il a supprimé à Kazan l'ensemble des programmes d'enseignement des sciences existant dans l'enseignement supérieur pour les placer sous la tutelle de la foi chrétienne.

## Activités
Mikhaïl Magnitski est né dans la famille du procureur du bureau du synode de Moscou, il est aussi le petit-fils du mathématicien Léonti Magnitski qui publia le premier manuel russe d'Arithmétique en 1703. De 1793 à 1795, il étudie à la pension de la noblesse de l'université de Moscou. Sur le tableau d'honneur de la pension, son nom est écrit en lettre d'or au titre de troisième de son rang. À 17 ans il entre en service au régiment Préobrajensky; à partir de 1798, il travaille au sein du collège des affaires étrangères de l'Empire russe; il a été secrétaire d'ambassade à Vienne puis à Paris.
À son retour de l'étranger en 1803, il entre au ministère de l'intérieur de l'Empire russe, ce qui le rapproche de Mikhaïl Mikhaïlovitch Speranski, et en fait un exécuteur zélé des plans de ce dernier. Après la disgrâce de Speranski, Magnitski est envoyé à Vologda, où il reste contrôlé par la police de 1812 à 1816.
Le 30 août 1816, il est nommé vice-gouverneur du Gouvernement de Voronej ; puis à partir du 14 juin 1817, il devient gouverneur de Simbirsk, et en 1819 membre du ministère de l'éducation nationale de l'Empire russe. Depuis 1819, ses contemporains remarquent sa présence à toutes les réunions de la Société biblique russe à Saint-Pétersbourg. Dans les sphères gouvernementales, les courants réactionnaires étaient dominants et cet ancien collaborateur de Speranski est devenu un tenant de l'obscurantisme et un défenseur de la Sainte-Alliance. C'est dans cet esprit qu'il se lance alors dans ses activités liées à l'éducation populaire.

### L'université de Kazan
En 1819, Magnitski est envoyé en qualité de réviseur à Kazan avec les pouvoirs d' administrateur. Dans le rapport qu'il présente il accuse l'université impériale de Kazan de gaspiller l'argent public et de répandre un enseignement impie. Il propose de détruire solennellement le bâtiment même de l'université.
Toutefois, une telle mesure ne rencontre pas l'enthousiasme au sein de la direction principale de l'université et n'est pas approuvée par le secrétariat d'État à l'enseignement. Au lieu de détruire l'université il est prévu de la transformer et c'est Magnitski lui-même qui est chargé de ce projet en devenant curateur du district de Kazan. L'essence même des transformations que Magnitski voulait apporter était l'exclusion de la libre-pensée et la création d'un enseignement des sciences basé sur la foi chrétienne. L'université de Kazan perd toute autonomie et est entièrement subordonnée à l'administrateur, la volonté de ce dernier étant de faire d'elle quelque chose de semblable à un monastère.
Après la nomination de Magnitski à la tête de l'université, onze professeurs sont licenciés; puis sont encore licenciés
d'autres professeurs qui pour une raison ou une autre ne se plient pas à la ligne directrice du pouvoir organisateur. L'enseignement du droit romain est remplacé par celui du droit byzantin, dont la source se trouvait dans le code de droit civil et religieux russe de base byzantine en vieux slavon, le Kormchaia (en).
Les seules louanges que Magnitski reçoit sont celles provenant de la faculté de physique et mathématique. Mais son doyen, Johann Christian Martin Bartels (en), quitte l'université malgré tout et le mathématicien Nikolaï Ivanovitch Lobatchevski qui n'a alors que 28 ans, est nommé à sa place.
En 1823, est organisée dans l'université une chaire de constitution anglaise, française et polonaise dans le but de dénoncer les déviances dans l'université. Les professeurs de toutes les facultés, sans en exclure même celle de médecine, sont tenus de prêcher la primauté des saintes écritures sur la science. Il est ainsi proposé que le cours d'économie politique soit enseigné à partir de la Bible. La même année 1823, Magnitski se présente devant le conseil principal de l'enseignement d'une part pour dénoncer le professeur de philologie et de philosophie moscovite Ivan Davydov, l'accusant de suivre l'enseignement impie de Friedrich Wilhelm Joseph von Schelling, et d'autre part pour demander de supprimer complètement l'enseignement de la philosophie dans les universités. Beaucoup d'enseignant s'opposèrent à ce projet même ceux qui étaient membres du conseil supérieur de l'enseignement.
La vie même des étudiants de l'université de Kazan a été soumise aux règles les plus strictes de la vie monastique et occupée par de nombreux exercices de prière. De plus la délation et les intrigues se sont multipliées au sein de l'institution tandis que la société locale a commencé à s'éloigner avec dédain de Magnitski.
Magnitski devient le symbole de la réaction et de l'obscurantisme. Il veut isoler la Russie de l'Europe et l'exhorte à se replier sur l'Asie,

### Le procès de Magnitski
À peine monté sur le trône, Nicolas Ier commence à enquêter sur l'activité de Magnitski, de Dmitri Routchine (ru) et d'autres obscurantistes du même genre. Il nomme en 1826, comme réviseur, le général-major Peter Zheltukhin (en). Ce dernier révèle au gouvernement les résultats du système mis en place par Magnitski qui a provoqué une chute du niveau de l'université en même temps qu'un énorme gaspillage des deniers de l'État. Magnitski est démis de ses fonctions de gestionnaire de l'université le 6 mai 1826. Ses biens sont mis sous séquestre pour couvrir les gaspillages découverts.
Magnitski passe le reste de sa vie loin des affaires publiques et s'installe à Tallinn. Le prince Piotr Viazemski a laissé le commentaire suivant sur son apparence physique :

« À Tallinn il était encore un homme en vue, de belle allure. Les traits du visage sont réguliers mais expressifs. Le regard est un peu fuyant mais son expression est courtoise. Son apparence se distingue par l'élégance, la politesse d'une personne habituée à fréquenter la société. »

Il passe les dernières années de sa vie à Odessa (1841—1844), où il prend une part active à la vie littéraire. Il est mort dans la pauvreté.

## Œuvre littéraire
L'activité littéraire de Magnitski débute par la publication de Une chanson triste pour la mort du directeur de l'université impériale de Moscou, Ivan Ivanovitch Mellissino (Moscou, 1795). Dans Passer son temps utilement et agréablement il insère une série de poèmes sentimentaux : Enfants, Temple de l'amour, Chant de mon Katenka : silence bruyant rossignol etc.
Plusieurs de ses poèmes ont paru dans Les Aonides de Nikolaï Karamzine. Mais ses talents littéraires apparaissent plus tard, dans différentes opinions, notes, rapports, écrits dans un style chargé et développant une casuistique pleine d'esprit (Réflexions sur le droit naturel)
Après sa chute, Magnitski publie sous le pseudonyme de KTSGM l'Almanach historique (Moscou, 1832), puis s'installe à Reval où il dirige la revue Radouga (Arc-en-ciel), dont l'éditeur est un instituteur du gymnase Burger. Cette revue mensuelle, parue de 1832 à 1833, était le prototype de la revue Maïak (Le Phare), de Conversations à la maison etc. Dans la revue Radouga, les lumières et la philosophie occidentales sont tournées en dérision. Ce qui par ailleurs n'empêchait pas le ministre de l'instruction publique de l'époque, Charles Christophe von Lieven, d'établir une obligation d'abonnement à la revue aux établissements d'enseignements relavant de sa compétence. Parmi les articles que l'on peut sans aucun doute attribuer à Magnitski, il faut citer: Fragments de la mosaïque philosophique, L'Ermite de la steppe, M. Prostodoumov, Le Propriétaire foncier Spasski du gouvernement de Sarratov. L'auteur y affirme que la religion est une matière qui protège la science de la corruption. La philosophie, écrit l'auteur, est froidement blasphématoire en Angleterre, injurieuse en France, grossière en Espagne, théosophique et illuministe en Allemagne, et elle n'a toujours fait que présenter des hérésies sous une nouvelle forme.
Dans la petite revue Arc-en-ciel Magnitski lutte contre la philosophie occidentale. Il s'attaque aux auteurs, et surtout à Nikolaï Karamzine, qui prétendent que la domination Tatare a arrêté le développement de la Russie.

« La philosophie chrétienne ne regrette nullement que pendant l'époque tatare, la Russie ait été éloignée de l'Europe occidentale. Elle s'en réjouit au contraire, car elle voit que les Mongols qui l'avaient subjuguées ont été ses sauveurs : le joug des Tatars a peut-être été le plus grand bienfait de l'histoire de la Russie, car il a conservé la pureté de la foi chrétienne.[...] Pour surpasser l'Europe, la Russie devrait non point se rapprocher d'elle, mais au contraire s'en éloigner. D'ailleurs, ce n'est nullement la Russie, comme on le croit habituellement, c'est l'Occident qui aurait besoin de ce rapprochement. »

Après la disparition de la revue Radouga, Magnitski, qui vivait alors à Odessa, à, selon le témoignage de Piotr Morozov (1854-1920), collaboré au Messager d'Odessa et à l'Almanach d'Odessa. Après sa mort est publié Regard sur l'univers (Mostkvitianine, 1843, XI).
Dans un autre domaine, à Odessa, Magnitski a encore publié un Petit guide de la langue des affaires et de l'administration à l'usage des fonctionnaires engagés (Moscou, 1835), dédié au gouverneur de la région, le comte Mikhaïl Semionovitch Vorontsov. La raison de cette publication est la nécessité d'enseigner aux nouveaux fonctionnaires engagés les subtilités des documents à rédiger et consulter dans le domaine des affaires :

« J'ai constaté pour moi-même et pour beaucoup de jeunes gens qui entrent en service, combien il est difficile en sortant de l'université  de suivre la règle d'Aristote qui dit qu'il n'y a pas de rhétorique dans la correspondance d'affaire et dès lors de réduire le pédantisme scolaire, d'utiliser la simplicité et le bon goût de la langue qui a dans ce domaine ses règles particulières et sa beauté. »

— М. Magnitski, Petit guide..., p. 10.
Magnitski considère que l'écriture de type affaire n'est pas moins importante dans la langue nationale et décrit dans son ouvrage les types existants de langue officielle en donnant des informations et des recommandations pour des applications pratiques .